# Hypenagonia longipalpis
Hypenagonia longipalpis är en fjärilsart som beskrevs av George Francis Hampson 1912. Hypenagonia longipalpis ingår i släktet Hypenagonia och familjen nattflyn. Inga underarter finns listade i Catalogue of Life.